# Radio-identification des êtres vivants
Pour un article plus général, voir Radio-identification.
La radio-identification des êtres vivants est l'utilisation de radio-étiquette afin de tracer un être vivant dans différents buts.  
Elle fut en premier utilisée pour la gestion du bétail, avec une législation différente en fonction des pays, son usage étant néanmoins critiqué par certains éleveurs. Son utilisation fut rapidement étendue aux animaux de compagnie, auxquels elle apporte tout comme au bétail une traçabilité, mais aussi un moyen pour le propriétaire de pouvoir retrouver son animal domestique facilement en cas de perte. La radio-identification permet également le traçage d'animaux sauvages à des fin de recherches.
L'être humain n'échappe d'ailleurs pas au marquage, puisqu'il existe différentes méthodes d'utilisation de la technologie RFID pour tracer une personne, cela pose ainsi des questionnements quant à la sécurité et à l'éthique de son utilisation.
Il existe différentes méthodes pour marquer un être vivant, que ce soit par étiquette d'oreille, puce sous-cutanée ou tout simplement par carte sans contact (chez les humains).

## Marquage de l'animal d'élevage

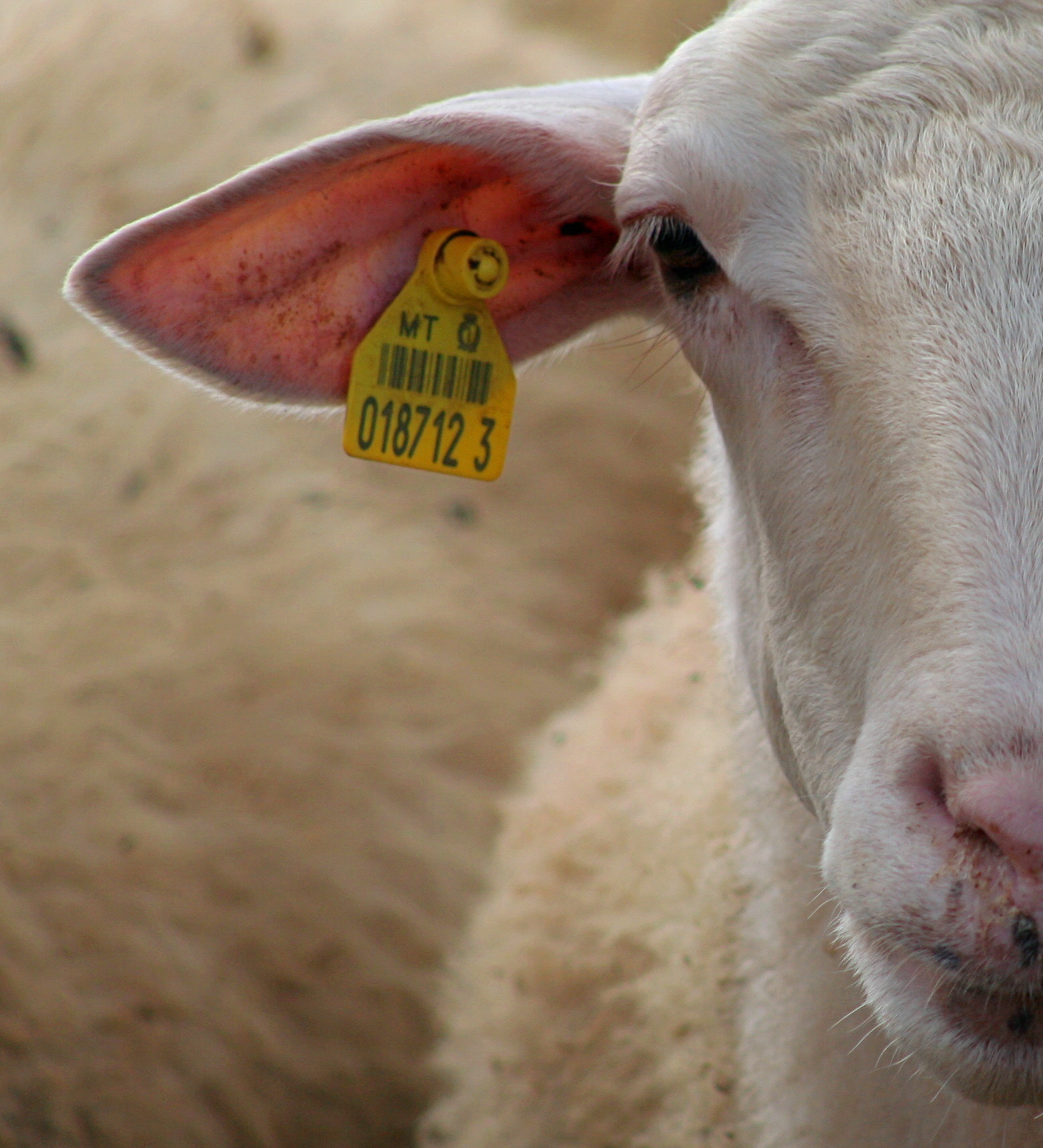
Un mouton avec une étiquette d'oreille.

Le bétail a depuis longtemps été marqué avec des étiquettes d'oreille. Ce fut au cours des années 2000 que commença à apparaître dans différents pays l'obligation d'utiliser un système de suivi électronique. Cela émergea à cause d'un désir de traçabilité plus strict des animaux à la suite de la crise de la vache folle ainsi qu'à l'épizootie de fièvre aphteuse au Royaume-Uni en 2001.

### Différents systèmes dans le monde
À l'international, il existe différents systèmes ou organisations chargés de réglementer la tracabilité des animaux. On notera par exemple le National Animal Identification and Tracing (en) en Nouvelle-Zélande, le National Livestock Identification System (en) en Australie, le  National Animal Identification System (en) aux États-Unis ou encore le British Cattle Movement Service (en) au Royaume-Uni.
Ceux-ci emploient la technologie RFID, appliquée en général en tant qu'étiquette d'oreille ou de puce sous-cutanée.
L'Union Européenne lança en 1998 un projet de recherche appelé IDEA afin d'évaluer l'utilisation de l'identification électronique sur le bétail,. Celui-ci testa le marquage de plus d'un million d'animaux de quatre espèces différentes avec trois systèmes d'identification électronique, :
- Marque auriculaire électronique (étiquette d'oreille)
- Bolus Ruminal (capsules céramique placées dans le second estomac de l'animal)
- Transpondeur injectable (puce sous-cutanée)

Après un rapport favorable,, une mesure a été mise en place afin de continuer sur la voie du marquage électronique des animaux d'élevages en Europe. La Commission européenne utilisa les résultats pour lancer par exemple en accord avec le Comité permanent de la chaîne alimentaire et de la santé animale un projet d'identification des moutons et des chèvres. 
Cette décision n'est pas sans avis négatif d'une partie de la population d'agriculteurs dans l'Union Européenne, ces derniers mettant en cause une loi pas assez mûre, mais aussi les coûts et temps supplémentaires qu'une telle mesure introduirait.

### Opposition des éleveurs
L'arrivée de législations obligeant le marquage des animaux d'élevage provoque néanmoins la colère de certains agriculteurs.
Leur mécontentement  concernant la mise en place d'un système de traçabilité électronique apparaît pour différentes raisons : 
- De coûts (marquage de chaque animal, achat de matériel)
- De temps en plus que devrait consacrer l’éleveur au respect des législations
- De non praticité des systèmes mis en place (perte des étiquettes des animaux, difficulté de marquage des animaux récalcitrants)
- De religion (considérer que ce soit péché de la part de certaines communautés religieuses d'utiliser des instruments électroniques ou bien de marquer un animal)

En France notamment, certains éleveurs se regroupent en collectifs anti-puçage,,. Aux États-Unis, certains éleveurs expriment leur désapprobation envers la mise en place du National Animal Identification System (en) obligatoire dans certains états.

## Marquage de l'animal domestique

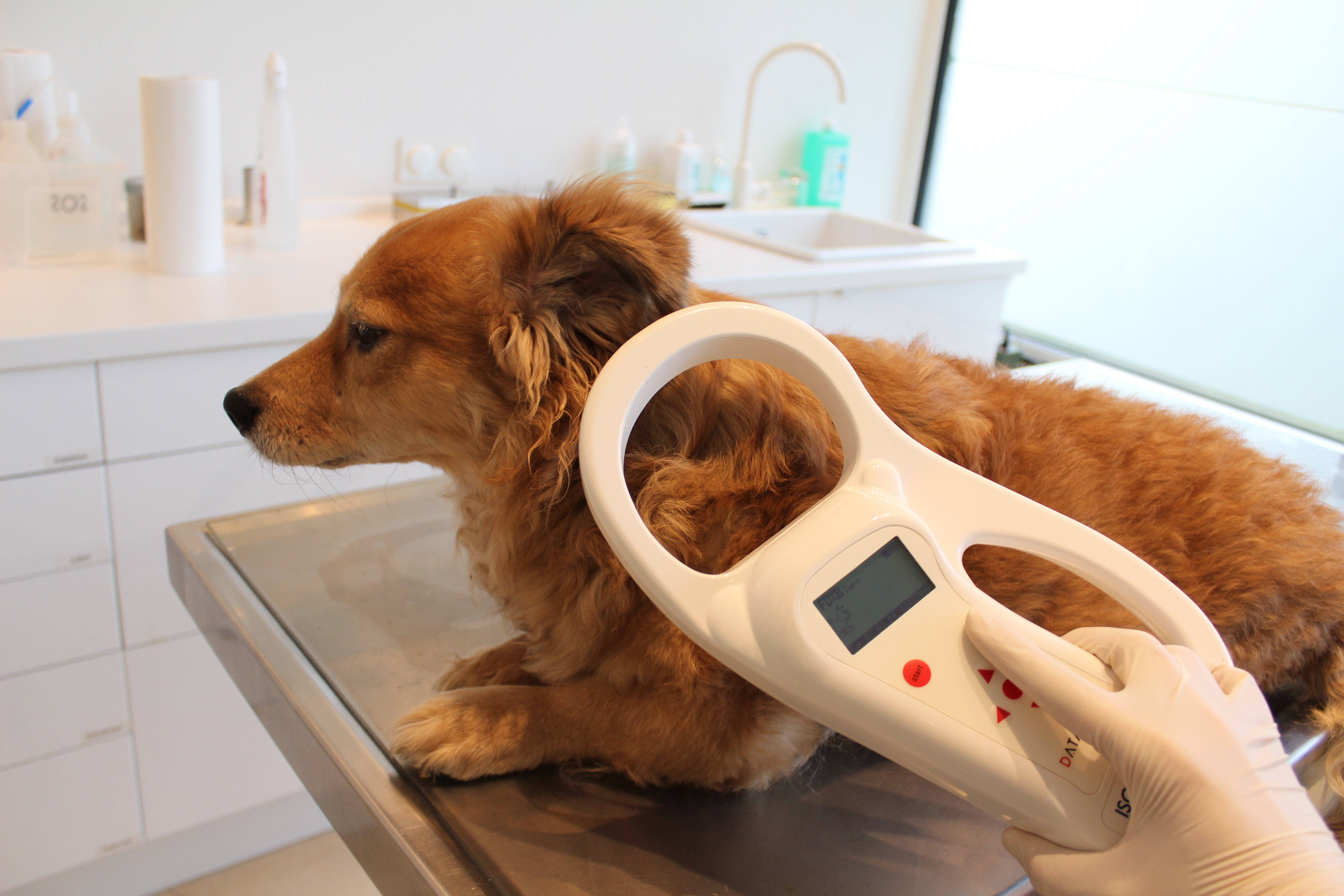
Lecture d'une puce sous-cutanée sur un chien

En France, l'identification soit par tatouage soit par puce électronique est obligatoire pour les chiens nés après le 6 janvier 1999 âgés de plus de quatre mois et pour les chats de plus de sept mois nés après le 1er janvier 2012.
Un règlement européen harmonise les règles applicables aux déplacements d'animaux domestiques pour permettre aux citoyens de l'UE de circuler plus facilement au sein de l'Union en compagnie de leurs chiens ou de leurs chats.
Depuis le 3 juillet 2011, un animal qui participe à un voyage dans l'UE doit être identifié par :
- une puce électronique si l'identification est postérieure au 3 juillet 2011 ;
- une puce ou un tatouage lisible si l'identification est antérieure au 3 juillet 2011.

Il est également à noter que les tatouages ne sont pas admis par le Royaume-Uni, l'Irlande et Malte, uniquement l'identification par puce électronique est accepté,,.
En France, la Société d'identification des carnivores domestiques (I-CAD), un organisme agréé par le ministère de l’Agriculture et de l'Alimentation, a été créé pour assurer la gestion du fichier national de tous les carnivores domestiques (chiens, chats, furets). Il s'agit d'un organisme à contacter en cas de décès d'un animal de compagnie marqué , en cas de perte ou de trouvaille d'animal. Celui-ci possède également depuis début 2015 une application mobile, Filalapat, permettant de rechercher les propriétaires d’un animal égaré ou déclarer la perte de son animal,.
À l'étranger, il est obligatoire de radio-identifier son chien en Israël, en Irlande du Nord ainsi qu'en Nouvelle-Zélande. En Australie-Occidentale, il est obligatoire de marquer son animal de compagnie avec une puce sous-cutanée.
L'utilisation de puces électroniques pour identifier les animaux de compagnies apporte aussi une utilisation commerciale, par exemple une chatière, qui reconnaît l'animal de compagnie par sa puce d’identification.

## Marquage de l'animal sauvage et du végétal

### Animal Sauvage
Le marquage RFID possède différentes utilisations sur les animaux sauvages pour étudier, entre autres :
- Les saumons[31]
- Les ours polaires[32]
- Le comportement des oiseaux[33]

### Végétal
Que ce soit pour éviter les vols ou bien optimiser le suivi des plantes,, il existe différentes solutions de radio-identifications. Aux Pays-Bas un des principaux pays importateur et exportateur de plantes dans le monde,, l'RFID est utilisé afin d'optimiser le processus de culture et de suivi des fleurs,,.
Certaines villes utilisent le RFID pour le marquage et le suivi des arbres. À Paris, 100 000 arbres sont marqués d'une puce RFID (2009).

## Marquage de l'humain

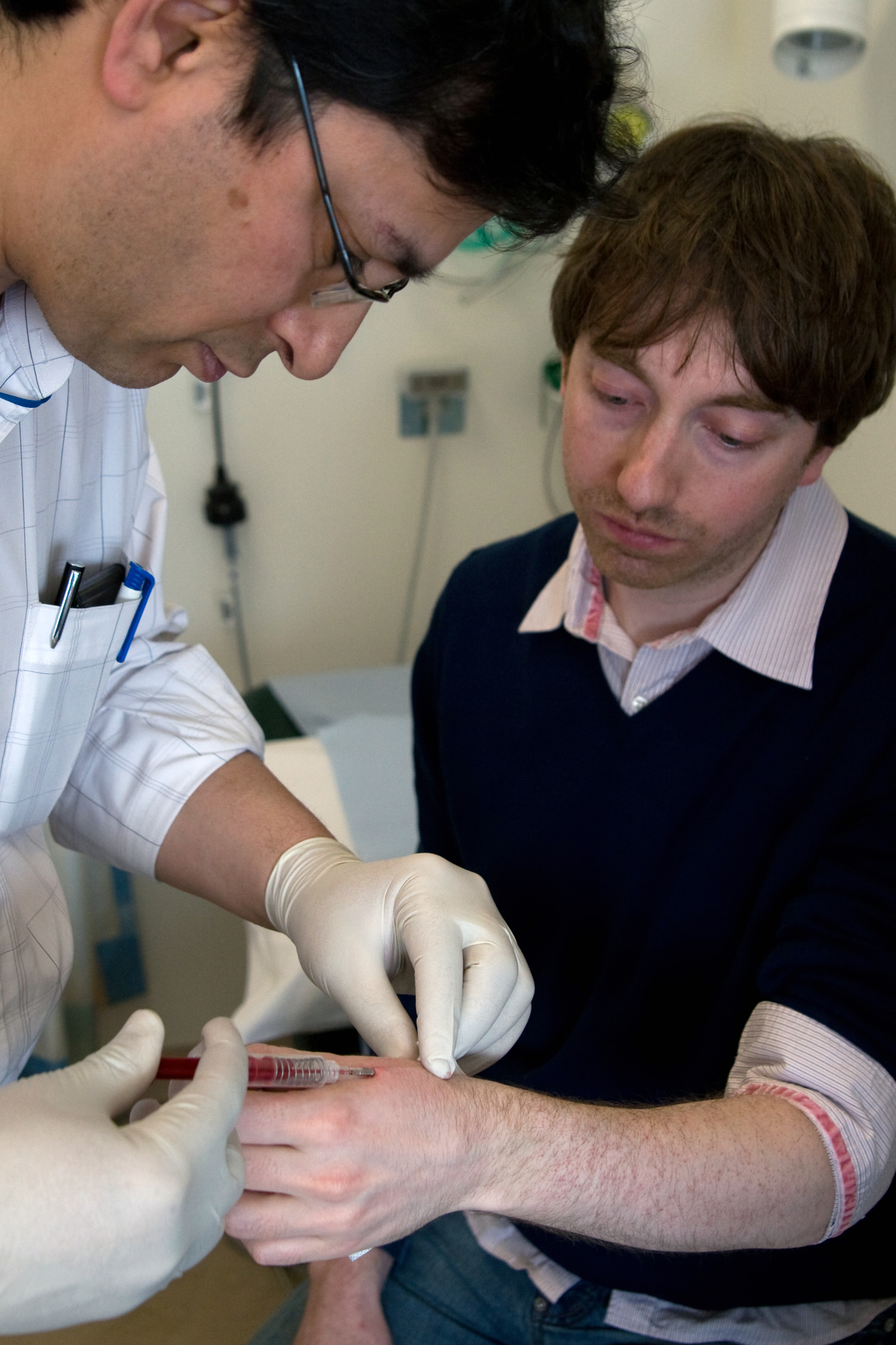
Dr Mark Gasson a une puce sous-cutanée implantée dans sa main gauche par un chirurgien(16 mars 2009)

### Différents dispositifs

#### Puces sous-cutanées
En 1998, la première micropuce implantée sous la peau fait son apparition.
Les animaux (bétail et animaux de compagnie) ne sont pas les seuls à pouvoir recevoir des tags RFID injecté. Des entreprises comme Verichip (désormais PositiveID) commercialisent des puces pouvant être insérées sous la peau. En 2004, une discothèque de Barcelone propose l'implantation d'une puce sous-cutanée comme un porte-monnaie virtuel et un moyen de reconnaissance de ses membres VIP,.
En 2019, un Suédois se fait implanter une puce de paiement dans la peau, n'ayant ainsi besoin que de sa main gauche pour réaliser les paiements sans contact. Plusieurs sociétés emboîtent le pas et se déploient sur ce créneau.
Les « biohackers » explorent le champ des possibles avec les implants de micro-dispositifs sous-cutanés. En France, la première « Implant Party » a lieu en 2015.

#### Cartes sans contact
Les êtres humains peuvent être identifiés, et donc tracés grâce aux cartes sans contact, entre autres nous pouvons citer différents cadre d'utilisation:
- La sécurité : contrôles d'accès
- Les transports en commun
- La carte d'identité, le passeport
- Le paiement sans contact

#### Autres dispositifs
Des puces RFID peuvent être directement tissées dans les bobines de laine (peuvent être désactivées), une technologie développée en France par le Commissariat à l'énergie atomique et aux énergies alternatives (CEA).
Dans le médical, l'utilisation de bracelets équipés de radio-étiquette afin de tracer les patients dans un hôpital était déjà à l'étude en 2007.
Le marquage des véhicules automobiles avec des puces RFID permet également d'identifier et de suivre les individus circulant sur les voies routières.

### Vie privée et éthique
L'utilisation de la radio-identification chez les êtres humains pose la question de la protection de la vie privée et de l'éthique. En 2013, la Direction centrale du renseignement intérieur (DCRI) expliquait pouvoir scanner les puces RFID d'un individu jusqu'à quinze mètres de distance dans le cadre de ses missions d'espionnage. De nombreuses sociétés se sont créées pour développer des solutions de protection des puces RFID des usagers.
En Europe, la Commission Européenne a publié des recommandations sur la mise en œuvre des principes de respect de la vie privée et de protection des données lors de l'utilisation de radio-fréquences pour l'identification.
Le marquage de l'humain au RFID génère de nombreuses angoisses qui facilite la propagation des rumeurs infondées.

## Webographie
- Ministère de l'Agriculture (France), « Identification et traçabilité des animaux d'élevage »(Archive.org • Wikiwix • Archive.is • Google • Que faire ?), sur agriculture.gouv.fr, 3 juillet 2014 (consulté le 6 janvier 2016).

- Communiqué de presse de la Commission européenne, « L'ensemble du cheptel européen suivi à la trace grâce au marquage électronique », sur europa.eu, 5 mai 2003 (consulté le 10 janvier 2016).

- Agra Presse Hebdo, « Bruxelles favorable à une identification électronique facultative », sur agrapresse.fr, Agra Presse Hebdo, 24 janvier 2005 (consulté le 6 janvier 2016).

- Publications Office, « Rapport de la Commission au Conseil et au Parlement européen sur la possibilité de l’introduction d’un système d’identification électronique des bovins », sur EUR-Lex, 25 janvier 2005 (consulté le 24 janvier 2016).

- Gerd Sonnleitner et Carl Lauenstein, « Non aux puces électroniques : Lutte des éleveurs d’ovins allemands contre la bureaucratie de l’Union européenne », sur horizons-et-debats.ch, Horizons et débats, 8 mars 2010 (consulté le 4 janvier 2016).

- Le Dauphiné Libéré, « Des éleveurs refusent la puce électronique », sur ledauphine.com, 18 février 2012 (consulté le 6 janvier 2016).

- Richard Picotin, « Des éleveurs basques s'insurgent contre le puçage de leurs brebis », sur sudouest.fr, Sud Ouest, 16 avril 2013 (consulté le 6 janvier 2016).

- (en) William Pentland et David E. Grumpert, « USDA Bets the Farm on Animal ID Program : A plan to implant farm animals with electronic tracking tags gives corporate agriculture a monopoly on the future of food, and it has sparked political backlash in rural America. »(Archive.org • Wikiwix • Archive.is • Google • Que faire ?), sur thenation.com, The Nation, 14 décembre 2007 (consulté le 4 janvier 2016).

- (en) Ray Floyd, « Where’s Fido? Animal Tracking with RFID », sur engineering.com, 3 juin 2014 (consulté le 4 janvier 2016).

- DGCCRF, « Animal de compagnie », sur economie.gouv.fr, 16 juin 2014 (consulté le 4 janvier 2016).

- Publications Office, « RÈGLEMENT (UE) No 576/2013 DU PARLEMENT EUROPÉEN ET DU CONSEIL du 12 juin 2013 relatif aux mouvements non commerciaux d’animaux de compagnie et abrogeant le règlement (CE) no 998/2003 », sur EUR-Lex, 12 juin 2013 (consulté le 4 janvier 2016).

- Animal Services, « Mouvements non commerciaux dans l'U.E. d'animaux de compagnie (chiens, chats et furets) »(Archive.org • Wikiwix • Archive.is • Google • Que faire ?), sur animal-services.com (consulté le 4 janvier 2016).

- I-CAD, « I-CAD déploie son service des animaux perdus-trouvés à travers une nouvelle application smartphone »(Archive.org • Wikiwix • Archive.is • Google • Que faire ?), sur i-cad.fr (consulté le 4 janvier 2016).

- Sophie Le Roux, « Filalapat : l'appli pour retrouver son animal perdu », sur wamiz.com, 9 juin 2015 (consulté le 4 janvier 2015).

- Ministère de l'Agriculture, « Animaux errants, perdus ou trouvés », sur agriculture.gouv.fr, 12 juin 2012 (consulté le 4 janvier 2016).